# Paks

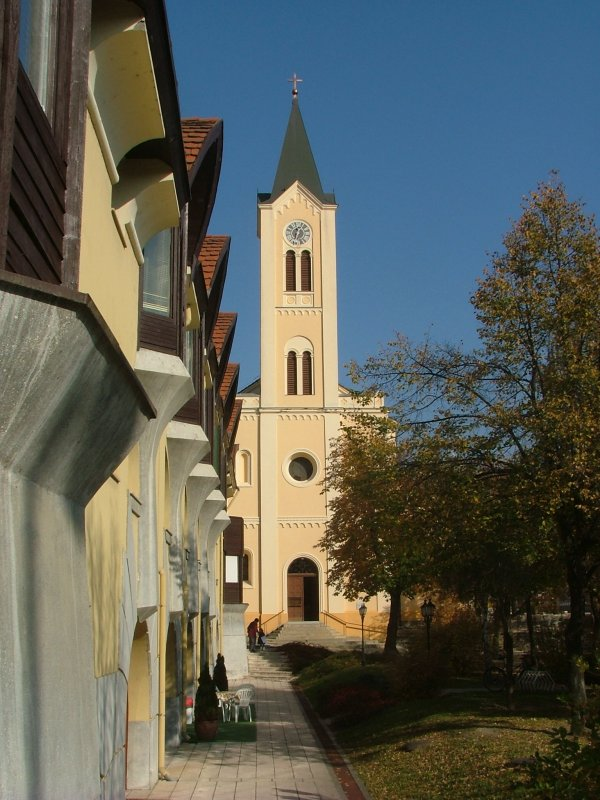
Herz-Jesu-Kirche

Paks ist eine an der Donau gelegene Stadt im Komitat Tolna in Ungarn. Der Kreis Paks ist nach ihr benannt und hat in der Stadt seinen Sitz. Zur Stadt gehören die Ortsteile Biritó, Csámpa, Cseresznyés, Gyapa und Dunakömlőd.

## Geographische Lage
Paks liegt ungefähr 100 Kilometer südlich des Zentrums von Budapest und 33 Kilometer nordöstlich des Komitatssitzes Szekszárd auf dem rechten westlichen Hochufer der hier rund 400 Meter breiten Donau. Nachbargemeinden sind Madocsa, Bölcske, Németkér, Pusztahencse und Dunaszentgyörgy.

## Geschichte
Im Jahr 1913 gab es in der damaligen Großgemeinde 2059 Häuser und 12.561 Einwohner auf einer Fläche von 25.955 Katastraljochen. Sie gehörte zu dieser Zeit zum Bezirk Dunaföldvár im Komitat Tolna.

## Wirtschaft und Infrastruktur
Südlich der Stadt und donauabwärts befindet sich das Kernkraftwerk Paks (I), das einzige Atomkraftwerk des Landes. Es hat vier Druckwasserreaktoren russischer Bauart (WWER-440/213) mit je etwa 443-470 MWel Leistung; je einer wurde 1982, 1984, 1986 und 1987 in Betrieb genommen. Das AKW deckt etwa 40 % des Strombedarfs Ungarns. Siehe auch Kernenergie in Ungarn. Die  Erweiterung Pacs II ist daneben seit etwa 2017 in Bau.
Paks ist von Budapest auf der Donauautobahn M6 über drei Anschlussstellen erreichbar. Durch die Stadt führt die Hauptstraße 6 auf dem Weg von Budapest nach Pécs und weiter zur kroatischen Grenze. Eine Fähre verbindet die Stadt mit Géderlak (Kreis Kalocsa im Komitat Bács-Kiskun) auf dem linken, östlichen Donauufer.

## Städtepartnerschaften
- Reichertshofen (Bayern)
- Lauda-Königshofen (Baden-Württemberg)
- Gubin (Polen)
- Nowoworonesch (Russland)[4]

## Kultur und Sehenswürdigkeiten
- Die von Imre Makovecz entworfene römisch-katholische Heilig-Geist-Kirche (Szentlélek-templom) wurde 1989 errichtet.

## Persönlichkeiten
- Alexander Reichardt (1825–1885), österreichischer Opernsänger
- Marco Großkopf (1877–zwischen 1935 und 1937), Dirigent und Theaterdirektor
- István Horváth (* 1935), Politiker, Innenminister
- Antal Kovács (* 1972), Judoka, Olympiasieger und Weltmeister
- Ákos Braun (* 1978), Judoka, Europa- und Weltmeister
- Noémi Pupp (* 1998), Kanutin